# Ostatnia szansa (singel)
Ostatnia szansa – singiel promujący płytę Feniks. Autorką tekstu i wykonawczynią jest Kasia Cerekwicka.

## Notowania
| Lista                   | Pozycja |
| ----------------------- | ------- |
| POPLista RMF FM         | 1       |
| Gorąca 20. - Radio Eska | 1       |
| MTV Maxxx Hits          | 1       |
| VIVA Chart Surfer       | 1       |